# Microloxia prouti
Microloxia prouti är en fjärilsart som beskrevs av Brandt 1938. Microloxia prouti ingår i släktet Microloxia och familjen mätare. Inga underarter finns listade i Catalogue of Life.